# Serie A2 2008-2009 (hockey su pista)
La Serie A2 2008-2009 è stato il torneo di secondo livello del campionato italiano di hockey su pista per la stagione 2008-2009. La competizione è iniziata il 27 settembre 2008 e si è conclusa il 18 aprile 2009.
A vincere il torneo è stato il Molfetta per la seconda volta nella sua storia.

## Stagione

### Formula
Per la stagione 2008-2009 il campionato si svolse tra dieci squadre che si affrontarono in un girone unico, con partite di andata e ritorno. Al termine della stagione regolare le squadre classificate dal 1º posto al 6º posto disputarono la poule promozione con le prime tre che vennero promosse in serie A1. Le squadre classificate dal 7º al 10º posto furono relegate alla poule retrocessione dove l'ultima classificata venne retrocessa in Serie B.

## Squadre partecipanti
| Club             | Stagione | Città                     | Impianto                 | Stagione precedente |
| ---------------- | -------- | ------------------------- | ------------------------ | ------------------- |
| Amatori Lodi (B) | dettagli | Lodi                      | PalaCastellotti          |                     |
| Correggio        | dettagli | Correggio (RE)            | Palasport Dorando Pietri |                     |
| Follonica (B)    | dettagli | Follonica (GR)            | Pista Armeni             |                     |
| La Mela          | dettagli | Castelnuovo Rangone (MO)  | Palaroller               |                     |
| Matera           | dettagli | Matera                    | PalaTenda                |                     |
| Molfetta         | dettagli | Molfetta (BA)             | PalaFiorentini           |                     |
| Montebello       | dettagli | Montebello Vicentino (VI) | Palazzetto dello sport   |                     |
| Sandrigo         | dettagli | Sandrigo (VI)             | Palasport di Sandrigo    |                     |
| Sarzana          | dettagli | Sarzana (SP)              | Pista Vecchio Mercato    |                     |
| Thiene           | dettagli | Thiene (VI)               | PalaCeccato              |                     |

## Stagione regolare

### Classifica finale
|  | Pos. | Squadra          | Pt | G  | V  | N | P  | GF | GS  | DR  |
|  | ---- | ---------------- | -- | -- | -- | - | -- | -- | --- | --- |
|  | 1.   | Thiene           | 38 | 18 | 11 | 5 | 2  | 65 | 44  | +21 |
|  | 2.   | Molfetta         | 37 | 18 | 11 | 4 | 3  | 86 | 62  | +24 |
|  | 3.   | Correggio        | 36 | 18 | 12 | 2 | 4  | 77 | 40  | +37 |
|  | 4.   | Sarzana          | 35 | 18 | 10 | 5 | 3  | 69 | 50  | +19 |
|  | 5.   | Montebello       | 35 | 18 | 10 | 5 | 3  | 66 | 64  | +2  |
|  | 6.   | Matera           | 22 | 18 | 7  | 1 | 10 | 67 | 82  | +15 |
|  | 7.   | La Mela          | 19 | 18 | 5  | 4 | 9  | 71 | 87  | -16 |
|  | 8.   | Sandrigo         | 15 | 18 | 3  | 6 | 9  | 60 | 68  | -8  |
|  | 9.   | Amatori Lodi (B) | 8  | 18 | 2  | 2 | 14 | 60 | 100 | -40 |
|  | 10.  | Follonica (B)    | 6  | 18 | 1  | 3 | 14 | 53 | 77  | -24 |

Legenda:
  Ammessa alla poule promozione.
  Relegata alla poule retrocessione.
Note:
Tre punti a vittoria, uno a pareggio, zero a sconfitta.
In caso di arrivo di due o più squadre a pari punti, la graduatoria finale è stilata secondo la classifica avulsa tra le squadre interessate che prevede, in ordine, i seguenti criteri:
- punti negli scontri diretti;
- differenza reti negli scontri diretti;
- differenza reti generale;
- reti realizzate in generale;
- sorteggio.

Il Sarzana prevale sul Montebello in virtù della miglior differenza reti generale.

## Poule promozione

### Classifica finale
|  | Pos. | Squadra    | Pt | G  | V | N | P  | GF | GS | DR  |
|  | ---- | ---------- | -- | -- | - | - | -- | -- | -- | --- |
|  | 1.   | Molfetta   | 21 | 10 | 6 | 3 | 1  | 43 | 31 | +12 |
|  | 2.   | Sarzana    | 20 | 10 | 6 | 2 | 2  | 37 | 28 | +9  |
|  | 3.   | Correggio  | 19 | 10 | 6 | 1 | 3  | 40 | 31 | +9  |
|  | 4.   | Montebello | 16 | 10 | 5 | 1 | 4  | 41 | 33 | +8  |
|  | 5.   | Thiene     | 10 | 10 | 3 | 1 | 6  | 27 | 35 | -8  |
|  | 6.   | Matera     | 0  | 10 | 0 | 0 | 10 | 30 | 60 | -30 |

Legenda:
      Promossa in Serie A1 2009-2010.
  Ammessa ai play-out.
Note:
Tre punti a vittoria, uno a pareggio, zero a sconfitta.
In caso di arrivo di due o più squadre a pari punti, la graduatoria finale è stilata secondo la classifica avulsa tra le squadre interessate che prevede, in ordine, i seguenti criteri:
- punti negli scontri diretti;
- differenza reti negli scontri diretti;
- differenza reti generale;
- reti realizzate in generale;
- sorteggio.

## Poule retrocessione

### Classifica finale
|  | Pos. | Squadra          | Pt | G | V | N | P | GF | GS | DR  |
|  | ---- | ---------------- | -- | - | - | - | - | -- | -- | --- |
|  | 1.   | Follonica (B)    | 13 | 6 | 4 | 1 | 1 | 27 | 16 | +11 |
|  | 2.   | Sandrigo         | 13 | 6 | 4 | 1 | 1 | 20 | 13 | +7  |
|  | 3.   | La Mela          | 6  | 6 | 1 | 3 | 2 | 17 | 13 | +4  |
|  | 4.   | Amatori Lodi (B) | 1  | 6 | 0 | 1 | 5 | 10 | 32 | -22 |

Legenda:
      Retrocessa in Serie B 2009-2010.
Note:
Tre punti a vittoria, uno a pareggio, zero a sconfitta.
In caso di arrivo di due o più squadre a pari punti, la graduatoria finale è stilata secondo la classifica avulsa tra le squadre interessate che prevede, in ordine, i seguenti criteri:
- punti negli scontri diretti;
- differenza reti negli scontri diretti;
- differenza reti generale;
- reti realizzate in generale;
- sorteggio.